# Шу (пирожное)
Пирожное шу — заварное кондитерское изделие французского происхождения, состоящее из лёгкого воздушного теста с хрустящей корочкой (кракелин) и начинки из крема. Термин «шу» (фр. choux — «капуста») отражает форму пирожных, напоминающих миниатюрные кочаны.

## Происхождение
Первые аналоги заварного теста появились в XVI веке благодаря итальянскому кондитеру Пантерелли, работавшему при дворе Екатерины Медичи.
Рецепт усовершенствовал французский кондитер Жан Авис в конце XVIII века, а позже Мари-Антуан Карем (XIX век) стандартизировал технологию.

## Особенности
Тесто готовится методом заваривания муки в смеси воды, масла и яиц, что придаёт пористость.
Кракелин — верхний слой из песочного теста, создающий хрустящую текстуру.
В качестве начинки традиционно используются заварной крем, взбитые сливки или ганаш.

## Современное применение
Пирожные Шу остаются эталоном французской кондитерской школы и часто включаются в состав сложных десертов. Их популярность объясняется универсальностью: сладкие варианты дополняют ягодными курдами, солёные — сырными начинками